# Kodaianellissus intorqueus
Kodaianellissus intorqueus is een halfvleugelig insect uit de familie Issidae. De wetenschappelijke naam van deze soort werd voor het eerst geldig gepubliceerd in 2017 door Wang, Bourgoin en Zhang.